# プリンス・ジョージ空港
プリンス・ジョージ空港（Prince George Airport）は、カナダ、ブリティッシュコロンビア州にある空港。プリンス・ジョージ中心部の5km東に位置している。州北部で最も規模の大きな空港である。

## 主な就航路線
- バンクーバー、ビクトリア、ケロウナ、カルガリー、エドモントン、カムループス